# ジャコビ・マイヤーズ
ジャコビ・マイヤーズ（Jakobi Meyers、1996年11月9日 - ）は、アメリカ合衆国ジョージア州リトニア出身のアメリカンフットボール選手。ポジションはワイドレシーバー(WR)。NFLのラスベガス・レイダースに所属している。
カレッジフットボールではノースカロライナ州立大学でプレーし、2018年の92回のレセプションは、ノースカロライナ州立大学のシングルシーズンレセプションの記録を破った。
2019年にドラフト外フリーエージェントとしてニューイングランド・ペイトリオッツと契約し、2020年から2022年にかけてチームのエースレシーバーとして活躍した。

## 大学以前までの経歴
マイヤーズはジョージア州リトニアのアラビアマウンテン高校に通い、ハイスクールフットボールをしていた。

## カレッジでの経歴
マイヤーズは2015年から2018年までノースカロライナ州立大学でプレーした。当初クォーターバックとして採用されたマイヤーズは、レッドシャツとしてスカウトチームの主要メンバーとしてフレッシュマンイヤーを過ごしたあと、ワイドレシーバーにポジションを変えた。大学キャリアにおいて、マイヤーズは1,932ヤードと9回のタッチダウンで168回のレセプションを記録した。ジュニアシーズンの後、彼は2019NFLドラフトにエントリーした。2018年のマイヤーズの92回のレセプションは、ノースカロライナ州立大学のトリー・ホルトのシングルシーズンレセプションの記録を破った。

### カレッジキャリアでの成績
| シーズン | チーム   | GP | 受信 | 受信  | 受信 | 受信 |
| シーズン | チーム   | GP | Rec  | Yds   | 平均 | TD   |
| -------- | -------- | -- | ---- | ----- | ---- | ---- |
| 2016年   | NC       | 7  | 13   | 158   | 12.2 | 0    |
| 2017年   | NC       | 12 | 63   | 727   | 11.5 | 5    |
| 2018年   | NC       | 12 | 92   | 1,047 | 11.4 | 4    |
| キャリア | キャリア | 31 | 168  | 1,932 | 11.5 | 9    |

## プロキャリア

### ニューイングランド・ペイトリオッツ時代

#### 2019年
マイヤーズは2019年にドラフト外フリーエージェントとしてニューイングランド・ペイトリオッツと契約した。彼はペイトリオッツのプレシーズンゲームの開幕戦であるデトロイト・ライオンズ戦でデビューし、ゲームハイとなる6キャッチで69ヤードと2回のタッチダウンを記録した。プレシーズンゲーム2試合目では、テネシー・タイタンズと対戦し、マイヤーズは6キャッチで82ヤードを記録した。レギュラーシーズンのデビュー戦となる第1週のピッツバーグ・スティーラーズとの対戦で、マイヤーズは33–3の勝利で22ヤードのレシーブを1回記録した。2019年シーズン全体で、マイヤーズはルーキーとして359レシービングヤードで26レセプションを記録した。

#### 2020年
2020年シーズンの第9週のマンデーナイトフットボールのニューヨーク・ジェッツ戦で、キャリア最高の12レセプションで169ヤードを記録、ペイトリオッツの30ー27での勝利に貢献した。第10週のサンデーナイトフットボールのボルチモア・レイブンズとの対戦で、マイヤーズは5キャッチ59ヤードでペイトリオッツをリードし、レックス・バークヘッドへの24ヤードのタッチダウンパスも通した。第15週のマイアミ・ドルフィンズとの対戦で、マイヤーズは7キャッチ111ヤードを記録したが、チームは22ー12で負けている。第17週のニューヨーク・ジェッツとの対戦で、マイヤーズは5キャッチ57ヤードを記録し、クォーターバックのカム・ニュートンへのトリックプレイで19ヤードのパスタッチダウンを記録し、ペイトリオッツの28–14の勝利に貢献した。マイヤーズは、59レシーブ729ヤードでシーズンを終え、2タッチダウンパスを投げた。

#### 2021年
マイヤーズは、45-7で勝利したクリーブランド・ブラウンズ戦で、第4クォーターにブライアンホイヤーからの11ヤードパスをレシーブし第10週にキャリア初となるタッチダウンを記録した。当時、マイヤーズはタッチダウン記録なしでのレセプション（134）とレシービングヤード（1,560）においてNFL記録を保持している。マイヤーズはシーズン17週にマック・ジョーンズからの4ヤードパスで2回目のタッチダウンをキャッチし、ジャガーズに対して8キャッチ73ヤードで、ターゲットとなったすべてをキャッチした。シーズン最終戦のマイアミ・ドルフィンズとの対戦で、70ヤードのレシーブをし、マイヤーズはレシーブ（83）とレシービングヤード（866）でチームをリードするだけでなく、キャリアハイで3シーズン目を終えた。

#### 2022年
2022年3月13日、ペイトリオッツはマイヤーズに2巡目テンダーを提示した。マイヤーズは2022年6月13日に 398万6,000ドル（約4億6,800万円） の2巡目テンダーにサインした。

### ラスベガス・レイダース時代

#### 2023年
ペイトリオッツ時代に攻撃コーディネーターを務めていたジョシュ・マクダニエルズがヘッドコーチを務めるラスベガス・レイダースと3年3,300万ドルの契約を結ぶと報じられ、2023年3月16日に正式に発表された。移籍後初シーズンはキャリアハイとなる8つのタッチダウンレシーブを記録した。

## NFLキャリア成績

### 年度別成績

#### レギュラーシーズン
| 年度    | チーム  | 試合 | 試合 | レシーブ | レシーブ   | レシーブ       | レシーブ       | レシーブ | ラン | ラン       | ラン           | ラン           | ラン | パス      | パス      | パス      | パス       | パス | パス | パス         | ファンブル | ファンブル |
| 年度    | チーム  | 出場 | 先発 | 回数     | 獲得ヤード | 平均獲得ヤード | 最長獲得ヤード | TD       | 回数 | 獲得ヤード | 平均獲得ヤード | 最長獲得ヤード | TD   | 成功 回数 | 試投 回数 | 成功 確率 | 獲得ヤード | TD   | Int  | レイティング | 回数       | ロスト     |
| ------- | ------- | ---- | ---- | -------- | ---------- | -------------- | -------------- | -------- | ---- | ---------- | -------------- | -------------- | ---- | --------- | --------- | --------- | ---------- | ---- | ---- | ------------ | ---------- | ---------- |
| 2019    | NE      | 15   | 1    | 26       | 359        | 13.8           | 35             | 0        | ー   | ー         | ー             | ー             | ー   | ー        | ー        | ー        | ー         | ー   | ー   | ー           | 0          | 0          |
| 2020    | NE      | 14   | 9    | 59       | 729        | 12.4           | 35             | 0        | 2    | 9          | 4.5            | 7              | 0    | 2         | 2         | 100.0     | 43         | 2    | 0    | 158.3        | 1          | 1          |
| 2021    | NE      | 17   | 16   | 83       | 866        | 10.4           | 39             | 2        | 1    | 9          | 9.0            | 9              | 0    | 2         | 2         | 100.0     | 45         | 0    | 0    | 118.8        | 1          | 1          |
| 2022    | NE      | 14   | 13   | 67       | 804        | 12.0           | 48             | 6        | 2    | -11        | -5.5           | 7              | 0    | ー        | ー        | ー        | ー         | ー   | ー   | ー           | 2          | 2          |
| 2023    | LV      | 16   | 16   | 71       | 807        | 11.4           | 33             | 8        | 4    | 24         | 6.0            | 17             | 2    | 2         | 3         | 66.7      | 12         | 1    | 0    | 113.9        | 0          | 0          |
| NFL:5年 | NFL:5年 | 76   | 55   | 306      | 3,565      | 11.7           | 48             | 16       | 9    | 31         | 3.4            | 17             | 2    | 6         | 7         | 85.7      | 100        | 3    | 0    | 158.3        | 4          | 4          |

- 2023年度シーズン終了時
- 太字は自身最高記録